# 王柟
王柟，字汝良，大名人。南宋外交官，促成嘉定和议。

## 传记
祖父死后，宋孝宗派人寻找王伦后人中还没做官的，王柟就是其中之一。調任通州海門县尉。乘輕舟入大海，捕大盗小吳郎，连同他的同伙十七人一并归案。
韓侂胄以恢复故土名义起兵，金宋交战，双方考虑和谈，宋国派遣了七次使者都没有成功。接着遣方信孺前往，将要达成协议，由于触怒韩侂胄而获罪。之后王柟被薦出使金国，提拔为監登聞鼓院，假右司郎中，派他持書出使金国。柟回家告诉母亲，母勉励他要为国尽力于是拜受任命，飞抵敌境。
金將烏骨論等四人列坐，問：“韓侂胄富贵有多少年了？”柟回答：“已十餘年，任平章國事才二年罢了。”又問：“现在想要除去此人可以吗？”柟回答：“主上英斷，去掉他有什么难的。”四人相顧而笑。有个叫完顏天寵的，从袖中取出文書，说：“王柟雖拿着韓侂胄書，却是朝廷有旨派他來元帥府議和，应该详细商議以報。”之后，金人知韩侂胄已经被杀，和議就这样决定了。
王柟持金人文牒回来，求函封侂胄的头颅，派起居郎許奕為通謝使，王柟為通謝所參謀官。王柟从前线再次归来，議以侂胄首换淮、陕被侵土地，听从他。柟上奏：“和約的达成，都是方信孺嚐尽險阻再三传达命令的功劳，臣是因人成事，请求记錄信孺的功而免除他的罪過。”朝廷议论王柟不掩人揚己。守軍器少監，知楚州，累官至太府卿。告老请归，以右文殿修撰知太平州，加封集英殿修撰，退休。去世，贈寶章閣待制。

## 家庭
祖父：王倫，任同簽書樞密院事，因出使金国，死于北方。

## 评价
宋史/卷395：王柟从北方回来，请求记录方信孺的功绩，这是忠厚长者啊。